# 溪下乡
溪下乡是中华人民共和国浙江省温州市永嘉县下辖的一个乡。
2016年1月23日，浙江省人民政府批复同意调整岩坦镇管辖范围，增设溪下乡，乡政府驻溪下村。

## 行政区划
溪下乡下辖以下村级行政区划单位：
溪下村、黄二村、黄一村、刘山村、茶山村、陈山头村、罗垟村、马上山村、金山村、麻村、邵坑村和陈坑村。